# František Xaver Dušek
František Xaver Dušek, també Franz Xaver Duschek (Chotiborck (Bohèmia) 8 de desembre de 1731 - Praga, 12 de febrer de 1799), va ser un compositor txec i un dels clavecinistes i pianistes més importants del seu temps

## Biografia
Dušek va néixer a Chotěborky, que forma part de Vilantice, al Regne de Bohèmia. Va ser ensenyat el clavicèmbal a Viena per Georg Christoph Wagenseil i es va establir al voltant de 1770 a Praga com un professor de teclat d'èxit. Wolfgang Amadeus Mozart va ser probablement el seu convidat a la seva Villa Bertramka a Košíře, als afores de Praga, tot i que no hi ha documentació per donar suport a les afirmacions originades en la literatura del segle xix que s'hi va quedar amb freqüència. El mateix Mozart mai va informar de quedar-se allà i cap testimoni contemporani va informar mai de veure'l allà. La millor evidència que s'hi va allotjar prové d'una reminiscència del fill de Mozart, Karl Thomas Mozart, que data de 1856 i indica que va estar a la Bertramka durant la seva segona visita a Praga (durant octubre i novembre de 1787). Karl Thomas no va ser ell mateix un testimoni de l'incident reportat, sinó que només va sentir parlar d'això d'amics de Mozart a qui va conèixer de nen a Praga durant la dècada de 1790. A més, no hi ha documentació que recolzi les afirmacions generalitzades que Mozart va completar les òperes Don Giovanni i La clemenza di Tito a la Bertramka, o, de fet, fins i tot hi va treballar. Dušek va morir a Praga. Va ser professor del fill de Mozart, Karl Thomas, que es va convertir en un pianista dotat, tot i que no va seguir una carrera musical.
L'esposa de Dušek, Josepha Hambacher (7 de març de 1753 - 8 de gener de 1824) havia estat ensenyada per ell i era una famosa pianista i soprano. Va cantar importants papers de soprano en òperes de Mozart en les primeres representacions, i l'ària de concert de Mozart "Bella mia fiamma" (K. 528) va ser escrita per a ella.
Dušek va compondre sonates, variacions i concerts per a clavicèmbal i piano i diverses simfonies i quartets de corda. Gran part de la seva música està en l'estil galant del període clàssic primerenc.

## Homenatges d'altres compositors
El compositor austríac-australià Eric Gross (1926–2011) va escriure tres suites per a violí i orquestra, anomenades Dussekiana I-III, basades en peces per a piano de František Xaver Dussek.